# Pierre Mikaïloff
Pierre Mikaïloff, né le 17 juin 1962, est un musicien, écrivain, journaliste et scénariste français,.

## Biographie

### Musique

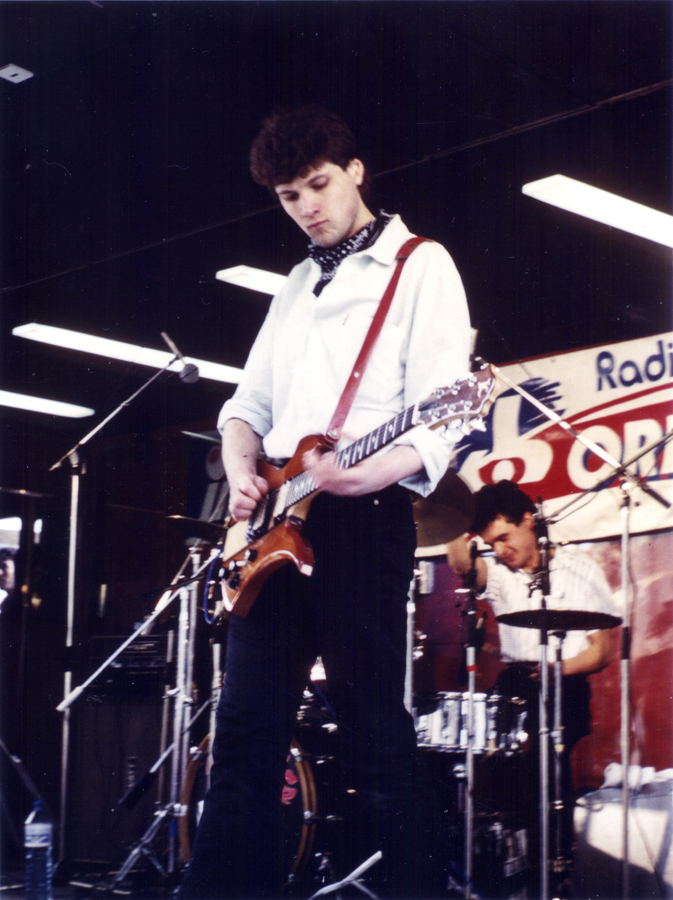
Pierre Mikailoff avec les Désaxés à Orléans (mai 1985)

Pierre Mikaïloff rejoint Les Désaxés, groupe pop parisien, en juin 1982. Après seulement une semaine de répétitions, le groupe fait la première partie de Sylvain Sylvain, ex-New York Dolls, au Gibus (Paris). À l’été 1983, grâce à une maquette produite par Éric Débris (membre fondateur de Métal Urbain), Les Désaxés signent sur le label Réflexes (Les Ablettes, Les Infidèles, Les Bandits, Grise Romance…). Tout ce que je veux, leur deuxième 45 tours, est un des hits de l’hiver 1985. Ce titre les propulse chez Phonogram (aujourd’hui Universal), qui les signe sur son label Philips. Celle que je préfère, réalisé par Éric Clermontet au Jacob’s Studio, dans le Surrey, leur permet d’enchaîner les tournées (dont la tournée d'été de Childéric Muller avec RMC en 1987 : 40 dates, 480 000 spectateurs), et de figurer sur la bande originale du film Septième Ciel de Jean-Louis Daniel. Malgré des débuts prometteurs, la collaboration avec Phonogram ne tient pas ses promesses. Le deuxième single Philips, Tu penses à autre chose, réalisé par Vincent Frèrebeau (fondateur du label Tôt ou tard), est un échec commercial. Face aux atermoiements de Phonogram, qui recule sans cesse la décision de lancer la production d'un album des Désaxés, le groupe se sépare en 1990.
Au cours des années 1990, Mikaïloff retrouve Jacno, avec qui il entame une longue collaboration scénique jusqu'en 2008. Il participe à l’album d’Hervé Zerrouk, ex-chanteur des Désaxés, (pour Atmosphériques), enregistre un album avec Jean-Philippe Geoffray (pour Sony), et travaille avec des cinéastes proches de l’art contemporain, comme Philippe Parreno ou Charles de Meaux – habillage musical de Crédits, en 1999, pour le premier, et bande originale du long-métrage Shimkent Hôtel, en 2003, pour le second. En octobre 2006, il participe avec Jacno au mémorable concert anniversaire des 40 ans de Rock & Folk au Bataclan.

### Écriture et journalisme
En 2003, Mikaïloff commence à recueillir les notes qui constitueront le corps de Some Clichés, une enquête sur la disparition du rock'n'roll, un recueil de nouvelles baigné de culture rock, paru en février 2006. La même année, il publie une nouvelle, Heaven’s Boots, pour la revue Minimum Rock’n’Roll. À la rentrée 2006, il publie la nouvelle  I Wanna Win dans DOGS, Histoires pour Dominique, un recueil en hommage à Dominique Laboubée, défunt chanteur des Dogs puis  If you don't wanna kiss me, Fuck Off !, dans le numéro 4 de Minimum Rock’n’Roll, et Rodney, un texte inspiré par Rodney Bingenheimer.
En 2007, dans un livre intitulé Dictionnaire raisonné du punk, il passe en revue les groupes nés avec cette scène. À propos du groupe post-punk Siouxsie and the Banshees, il déclare que « leur bassiste Steven Severin est décédé au début des années 2000 » alors qu'il est toujours en activité. Il affirme aussi que leur album « le plus remarqué » est leur disque de reprises Through the Looking Glass, bien que ce dernier ait reçu peu d'échos à côté de la sortie de leurs autres albums,.
Il signe en février 2008 une biographie de Taxi Girl, intitulée Cherchez le garçon, aux éditions Scali. L'ouvrage est construit autour d'entretiens inédits de Laurent Sinclair et Daniel Darc, réalisés au cours de l'été précédent. Le mois d'avril 2008 voit la sortie d'un premier roman noir, Tournée d'adieu, aux éditions La Tengo. Début 2009 il publie un portrait de Françoise Hardy, suivi trois mois plus tard d'une biographie de Noir Désir (qui reparaîtra en format poche, chez J'ai Lu en 2011), respectivement préfacés par Bertrand Burgalat et Jean Fauque. À la rentrée 2009, il publie une biographie d'Alain Bashung préfacée par Boris Bergman et intitulée Bashung - Vertige de la vie, aux éditions Alphée - Jean-Paul Bertrand. Après avoir connu deux réimpressions, celle-ci reparaît avec la version "Prestige" du coffret DVD contenant Remets-lui Johnny Kid... ou 2,3 chansons que je sais de lui, film de Boris Bergman qui évoque la période 1975-1989 du chanteur (Studio Canal - novembre 2010), avec la participation de Christophe, Alain Chamfort, Hubert-Félix Thiéfaine, Axel Bauer, Paul Personne, Colin Newman et Jimmy Cliff.
En janvier 2010, Mikaïloff poursuit cette série de monographies consacrée à des icônes de la pop culture avec Citizen Jane, un portrait de Jane Birkin préfacé par le réalisateur d'Emmanuelle, Just Jaeckin, qui, en présentant Jane Birkin à Pierre Grimblat, a indirectement contribué à sa rencontre avec Serge Gainsbourg. Mikaïloff est l'un des trois auteurs de la série de France 3 Nous nous sommes tant aimés, diffusée depuis mars 2010.
Il rédige ensuite l'entrée de l'album d'Elli & Jacno, Tout va sauter, dans l'ouvrage collectif dont Philippe Manœuvre est le maître d'œuvre, Rock français, 123 albums essentiels de Johnny à BB Brunes.
Il participe au recueil de nouvelles collectif Ramones, 18 Nouvelles punk et noires, préfacé par Tommy Ramone et illustré par Hervé Bourhis, édité par Buchet Chastel, en mars 2011. L'équipe d'auteurs est proche de celle qui constituait le précédent recueil London Calling, paru chez le même éditeur fin 2009 et qui s'était révélé un succès de librairie.
Il écrit avec Arnaud Viviant, (Re)Play Blessures, un spectacle musical joué le 28 mars 2011 au théâtre Marigny, avec Irène Jacob, Alain Chamfort, Axel Bauer, Boris Bergman, Joseph d'Anvers, Florent Marchet, Barbara Carlotti, RoCoCo et Frédéric Lo, racontant la naissance de l'album d'Alain Bashung Play blessures.
Il publie son premier recueil de poèmes, Au son des Remington, en octobre 2011, aux éditions Dernier Télégramme. Il s'agit de textes écrits en 1992, influencés à la fois par Bukowski, Carver et Brautigan.
En mars 2012, il crée au théâtre Louis-Aragon de Tremblay-en-France, Dernières nouvelles de Frau Major, une fiction musicale inspirée de la vie et de l’œuvre d'Alain Bashung qu'il a coécrite avec le metteur en scène Hédi Tillette de Clermont-Tonnerre. La direction musicale est assurée par Yan Pechin, entouré de Bobby Jocky (basse) et Arnaud Dieterlen (batterie).
Depuis 2013, il collabore au Salon de la Rédac' avec Cyril Bahsief d'Öctöpuss et Anne Berthod de Télérama, au sein de l'émission de RFI, La Bande Passante, présentée par Alain Pilot.
En octobre 2014, il réalise le documentaire Alain Bashung, la musique du hasard pour la série de France Culture, Une vie, une œuvre, avec la participation de Chloé Mons, Boris Bergman, Jean Fauque, Yan Péchin et Jean-Louis Piérot.

## Engagement politique
En 2012, il soutient Jean-Luc Mélenchon, candidat du Front de gauche à l'élection présidentielle.
En juin 2024, il figure par les signataires du manifeste Le Rock emmerde le RN rendu public le 26 juin 2024,.

## Scénarios
- Coauteur de la série Nous nous sommes tant aimés (France 3 / R&G Productions), diffusée de 2010 à 2014.

## Scène
- [Re]Play Blessures, coécrit avec Arnaud Viviant, avec : Irène Jacob, Alain Chamfort, Boris Bergman, Axel Bauer, Barbara Carlotti, Florent Marchet, Joseph d'Anvers et Frédéric Lo, créé au théâtre Marigny, en mars 2011.
- (On dirait) Le Sud, lecture musicale écrite en résidence à La Poudrière, musique de Thierry Bouyer, photographies de Christophe Duchesnay, créé à Rochefort en mai 2011.
- Dernières nouvelles de Frau Major, coécrit avec Hédi Tillette de Clermont-Tonnerre, créé au théâtre Louis-Aragon, Tremblay-en-France, en mars 2012, repris au Cent Quatre, Paris, en mars 2013.

## Bandes originales de films
- Septième ciel (avec les Désaxés), film de Jean-Louis Daniel, 1987
- Crédits, de Philippe Parreno, 1999
- Shimkent Hôtel, de Charles de Meaux, 2004

## Discographie

### AvecLes Désaxés
- 1983 : Juste 15 ans / Teenagers électriques, 45 tours, Réflexes
- 1984 : Terrains vagues (live), sur la compilation Festival rock de Sully-Sur-Loire (artistes divers), 33 tours, FLVM
- 1984 : Tout ce que je veux / Toutes ces filles, 45 tours, Réflexes
- 1985 : Elles sont toutes un peu folles / Les soirs d'été / De retour dans la ville / Je veux qu'elle revienne / Teenagers électriques / Bien d'autres choses encore / Poly Magoo, Mini LP, enregistrement public au Rose Bonbon, Réflexes
- 1986 : Je ne suis plus si malheureux / Paris au soleil, 45 tours, Réflexes
- 1987 : Celle que je préfère / Les jours impairs, 45 tours et Maxi 45 tours, Philips, pour le film de Jean-Louis Daniel Septième ciel
- 1988 : Tu penses à autre chose / Cette fille n'est pas sérieuse / Romance électrique, 45 tours, Maxi 45 tours et CD promo, Philips

## Distinctions
- Sélection Prix Mauvais genres 2012 pour son ouvrage Kick out the jams motherfuckers ![13]
- Sélection Prix Place aux Nouvelles – Lauzerte 2017[14] pour son ouvrage Terminus Las Vegas
- Prix des Lecteurs Polaroid 2024 pour L’Élevage du brochet en bassin clos, Éditions In8[15],[16].